# Колоа (птах)
Колоа (Anas wyvilliana) — вид водоплавних птахів родини качкових (Anatidae). Ендемік Гавайських островів.

## Поширення
Історично вид був поширний на усіх основних островах Гаваїв, крім Ланаї та Кахоолаве, але тепер його ареал обмежено островами Кауаї та Ніїхау. Мешкає у водно-болотних угіддях, включаючи прибережні ставки, озера, болота, затоплені луки, гірські потоки, антропогенні водойми та іноді заболочені ліси.

## Опис
Самці мають середню довжину 48–50 см, а самиці – 40–43 см. В середньому самець важить 604 грами, а самиця — 460 грамів. Колоа зазвичай менша за крижня на 20-30 відсотків. Обидві статі мають строкате буре оперення, зовнішність дуже схожа на самицю крижня (Anas platyrhynchos), лише трохи темніша. У самця підборіддя і потилиця плямисті темно-коричневі, у деяких екземплярів в ділянці навколо очей і вушних раковин присутні відтінки зеленуватого забарвлення. Більшість самиць мають контрастні пухнасті брови та темну лінію очей. Дзеркало на крилах блакитно-зелене, обрамлене в обох білим кольором. Ноги обох статей помаранчеві. Дзьоб оливково-зелений у самців, помаранчевий або сіруватий посередині у самиць.

## Розмноження
Розмноження відбувається цілий рік, з піком сезону гніздування між вереснем і травнем.